# Załuski Hrabia

Herb według nadania z 1776 roku

Herb według nadania z 1800 roku

Załuski Hrabia – dwa polskie herby hrabiowskie, odmiany herbu Junosza, nadane w Galicji.

## Opis herbu
Opisy zgodnie z klasycznymi regułami blazonowania:
Herb z nadania w 1776: W polu czerwonym na murawie zielonej baran srebrny. Bezpośrednio na tarczy korona hrabiowska bez klejnotu. Trzymacze: Dwa charty wspięte, srebrne, z obrożą błękitną, patrzące na zewnątrz.
Tak prezentował się herb w oryginalnym dyplomie nadania. Według Johanna Siebmachera natomiast, nad koroną hrabiowską był hełm z klejnotem: pięć piór strusich oraz z labrami czerwonymi, podbitymi srebrem.
Herb z nadania w 1800: W polu czerwonym na murawie zielonej baran srebrny. Nad tarczą korona hrabiowska, nad którą hełm z klejnotem: pięć piór strusich. Labry czerwone, podbite srebrem.

## Najwcześniejsze wzmianki
Nadanie tytułu hrabiowskiego Galicji (hoch- und wohlgeboren, graf von) 18 maja 1776 Ignacemu Załuskiemu. Podstawą nadania tytułu było piastowanie urzędu starosty zawichojskiego. Drugi tytuł hrabiowski nadano 1 maja 1800 roku Stanisławowi Załuskiemu. W dyplomie określony został jako magistri regali oraz kawaler orderów Św. Stanisława i Orła Białego. Osoby takiej jednakże nie wymieniają drzewa genealogiczne Załuskich ani wykaz kawalerów Orderu Orła Białego.

## Herbowni
Jedna rodzina herbownych (herb własny):
- graf Tabasz Załuski und von Załuskie (1776), graf von Załuski (1800).